# Hysterocrates crassipes
Hysterocrates crassipes är en spindelart som beskrevs av Pocock 1897. Hysterocrates crassipes ingår i släktet Hysterocrates och familjen fågelspindlar.
Artens utbredningsområde är Kamerun. Inga underarter finns listade i Catalogue of Life.